# Национал-социјалистичка партија Јапана
Национал-социјалистичка партија Јапана (јап. 国家社会主義日本労働者党, Kokka Shakaishugi Nippon Rōdōsha-Tō) је ултра-десничарска политичка партија у Јапану.
Основана је 1982. године као наследник партије КОДОХА и Национал-социјалистичке лиге, која је управљала Јапаном за време Другог светског рата и пре њега за време владавине цара Хирохита, који је био фашистички опредељен.
Идеолози НСПЈ су јапански интелектуалци Кита Ики, Сејго Накано и Садао Араки.
НСПЈ се залаже за политички систем части - Шогун. НСПЈ не признаје Кинезе, Монголе, Корејанце као народе, а Русе, Американце и Турке назива тиранима.
Активисти НСПЈ су више пута физички нападали америчке војнике који су стационирани у неколико база у Јапану, оптужујући их за окупацију.
НСПЈ сматра да је за време КОДОХА-е Јапан највише у целом своме постојању напредовао. НСПЈ тренутно није парламентарна странка, али је била у периоду од 1989-1997. године. Тренутно највише делује на локалном нивоу, и има представнике у многим градовима.